# Ginsiana arbuticola
Ginsiana arbuticola är en stekelart som först beskrevs av Charles Joseph Gahan och James Waterston 1926.  Ginsiana arbuticola ingår i släktet Ginsiana och familjen sköldlussteklar. Inga underarter finns listade i Catalogue of Life.